# Przekłady biblijne Tomasza ze Zbrudzewa
Przekłady biblijne Tomasza ze Zbrudzewa – zachowane w rękopisach przekłady na język polski fragmentów Biblii autorstwa Tomasza ze Zbrudzewa, z lat od ok. 1536 do 1555.
Zachowane przekłady biblijne z Tomasza z Brudzewa mają różny stopień zaawansowania. Większość z nich to materiały robocze – tłumaczenia pojedynczych zwrotów, zdań czy fragmentów. W pełni przetłumaczona zachowała się tylko Apokalipsa św. Jana. Z zachowanych rękopisów nie wynika, czy zamiarem Tomasza z Brudzewa było dokonanie kompletnego przekładu Biblii na język polski. Analiza notatek Tomasza wykazuje, że nie korzystał on z istniejących już polskich tłumaczeń. Odwoływał się natomiast do czeskiej Biblii Severýna z 1529, aczkolwiek traktował ją tylko jako pomoc przy pracy i źródło poszukiwania trudniejszego materiału leksykalnego.
Przekłady biblijne Wojciecha ze Zbrudzewa:
- Glosy na marginesach książek i pism należących do Tomasza. Np. na marginesach inkunabułu zawierającego pisma św. Augustyna (Expositio in omnes Pauli epistolas) znajdują się notatki układające się w obszerne fragmenty listów apostolskich: Do Rzymian, Do Galatów i Do Hebrajczyków (przed 1536).
- Dwa bruliony z roboczymi notatkami do przekładu Pięcioksięgu (Księgi Liczb i Powtórzonego Prawa) i Pieśni nad pieśniami. W rękopisach znajdują się tłumaczenia pojedynczych wyrazów, zwrotów i zdań według kolejności tekstu biblijnego. Tekst, zbliżony do mamotreptu, jest polsko-łaciński. Do tekstu Pieśni na pieśniami dodany jest obszerny komentarz (1549).
- Przekłady wyjątków z Biblii do użytku liturgicznego w Wielkim Poście, pomyślane jako pomoc dla kaznodziejów. Przetłumaczone zdania układają się w prawie kompletne perykopy (1551).
- Czystopis zawierający polski tekst Apokalipsy św. Jana. Tekst nie zawiera elementów roboczych, notatek o źródłach, niewiele jest w nim fragmentów po łacinie. Mogła to być już wersja przygotowana do druku (1555).